# 698

## Догађаји
- Пролеће–лето – Арапске снаге под командом Хасана ибн ал-Нумана заузимају Картагину, окончавајући византијску власт у северној Африци. Поражена византијска флота се побунила и прогласила Тиберија III, који је збацио Леонтија после кратке опсаде Цариграда, за византијског цара.
- Јесен–зима – Византијски генерал Ираклије, брат Тиберија III, са војском прелази планинске превоје планине Таурус у Киликију. Покреће кампању у Сирији, побеђује арапске снаге из Антиохије и врши нападе до Самосате (модерна Турска).
- Избијање бубонске куге у Цариграду, Сирији и Месопотамији: Теофан Исповедник извештава да је куга трајала четири месеца и описује велики број умрлих у Цариграду. Цар Леонтије наређује да се уништи пијаца у цариградској теретној луци Неорион, где се продају животиње и која се сматра извором заражених животиња донетих из Сирије. Арапска војска је принуђена да обустави своје војне операције. Према сиријским изворима, куга у Сирији је трајала још две године.
- Витица, син краља Ергике, постаје сувладар Визиготског краљевства у Хиспанији.
- Берхтред, англосаксонски племић, убијен је предводећи војску Нортамбрија против Пикта. Краљевство Цаит (или Цат) у северној Шкотској је припојено.
- Снаге Бербера предвођене краљицом Кахином разбијене су од стране арапских освајача у Ауресу (Алжир). Она је окупила Бербере од колапса византијске моћи.
- Дае Јо-иоунг успоставља краљевство Балхае у Манџурији.
- Кхун Ло, тајландски принц, осваја Муанг Суа, рано Лаоско краљевство.
- Капагхан Кагхан осваја делове Трансоксијане (Централна Азија).
- У Јапану се одржава фестивал првих плодова (Даијо-саи).
- Итзамнај Кавил постаје нови владар градске државе Маја у Дос Пиласу у Гватемали и влада до 726. године.
- Аквилејски сабор: Епископи дијецезе Аквилеје одлучују да прекину Спор о три поглавља и врате се заједници са Римском црквом.
- Вилиброрд, англосаксонски мисионар, оснива опатију у Ехтернаху (Луксембург), коју му је поклонила Ирмина, ћерка краља Дагоберта II.
- Принцеза Таки је послата у Саику, као Саио светилишта Исе (Јапан).